# Condado de Linn (Oregon)
O Condado de Linn é um dos 36 condados do Estado americano do Oregon. A sede do condado (desde 1851) e sua maior cidade é Albany. O condado possui uma área de 2 297 milha quadradas (5 900 km2) incluindo 2,290,13 milha quadradas (5,9 km2) de terra e uma população de 128,610 habitantes (segundo o Censo dos Estados Unidos de 2020). O condado foi fundado em 28 de dezembro de 1847.